# Commer FC
 (août 2025).
La mise en forme du texte ne suit pas les recommandations de Wikipédia : il faut le « wikifier ».
Les points d'amélioration suivants sont les cas les plus fréquents :
- Les titres sont pré-formatés par le logiciel. Ils ne sont ni en capitales, ni en gras.
- Le texte ne doit pas être écrit en capitales (les noms de famille non plus), ni en gras, ni en italique, ni en « petit »…
- Le gras n'est utilisé que pour surligner le titre de l'article dans l'introduction, une seule fois.
- L'italique est rarement utilisé : mots en langue étrangère, titres d'œuvres, noms de bateaux, etc.
- Les citations ne sont pas en italique mais en corps de texte normal. Elles sont entourées par des guillemets français : « et ».
- Les listes à puces sont à éviter, des paragraphes rédigés étant largement préférés. Les tableaux sont à réserver à la présentation de données structurées (résultats, etc.).
- Les appels de note de bas de page (petits chiffres en exposant, introduits par l'outil «  Source ») sont à placer entre la fin de phrase et le point final[comme ça].
- Les liens internes (vers d'autres articles de Wikipédia) sont à choisir avec parcimonie. Créez des liens vers des articles approfondissant le sujet. Les termes génériques sans rapport avec le sujet sont à éviter, ainsi que les répétitions de liens vers un même terme.
- Les liens externes sont à placer uniquement dans une section « Liens externes », à la fin de l'article. Ces liens sont à choisir avec parcimonie suivant les règles définies. Si un lien sert de source à l'article, son insertion dans le texte est à faire par les notes de bas de page.
- La présentation des références doit suivre les conventions bibliographiques. Il est recommandé d'utiliser les modèles {{Ouvrage}}, {{Chapitre}}, {{Article}}, {{Lien web}} et/ou {{Bibliographie}}. Le mode d'édition visuel peut mettre en forme automatiquement les références.
- Insérer une infobox (cadre d'informations à droite) n'est pas obligatoire pour parachever la mise en page.

Pour une aide détaillée, merci de consulter Aide:Wikification.
Si vous pensez que ces points ont été résolus, vous pouvez retirer ce bandeau et améliorer la mise en forme d'un autre article.
Le Commer FC est une camionnette produite par la société britannique Commer et le groupe Rootes de 1960 à 1983. En 1967, il fut rebaptisé Commer PB, puis Commer SpaceVan en 1974. Après le rachat du groupe Rootes, propriétaire de Commer, par Chrysler, le SpaceVan fut également commercialisé sous les marques Dodge, DeSoto et Fargo. À partir de 1976, après une modernisation complète, le fourgon fut rebaptisé Dodge SpaceVan. La production de ce fourgon obsolète se poursuivit jusqu'en 1983. Suite à la dissolution de Chrysler Europe en 1977, les constructeurs de voitures particulières furent vendus au groupe PSA, tandis que les constructeurs de camions, dont Commer, furent cédés à Renault Trucks. Le Talbot Express peut être considéré comme un successeur ultérieur du Dodge SpaceVan, car Talbot, qui faisait auparavant partie du groupe Rootes, a été acheté par le groupe PSA, mais en réalité, comme le Dodge SpaceVan est resté en production jusqu'en 1983, enfin chez Renault Trucks, le successeur est le camion Dodge série 50 beaucoup plus grand,.
Le Commer FC était conçu comme un petit fourgon à cabine avancée, de taille similaire au BMC J2 ou au DKW Schnellaster. Tout comme ces derniers, il était également dérivé d'une voiture particulière, la Hillman Minx et la Rootes Arrow. Le essence moteur 4 cylindres de 1 500 cm3 (92 pouces cubes) était également dérivé de ces voitures particulières. Un moteur de 1 725 cm3 fut également proposé plus tard. Des transmissions manuelles et automatiques étaient disponibles. Un moteur diesel Perkins de 1 800 cm3 fut commercialisé au milieu des années 1970.
La camionnette était très populaire auprès des téléphones de la Poste, ce qui expliquait le temps de production important. Cependant, dans le secteur privé, ils sont en forte baisse depuis 1981.